# Max Ochs
Maxwell David Ochs (Queens, 31 december 1940) is een Amerikaanse fingerstyle akoestische folkgitarist en folklorist, die onder andere voor Takoma Records heeft opgenomen.

## Biografie
Zijn familie verhuisde in 1945 naar Annapolis (Maryland), waar Ochs zijn jeugd doorbracht. Zijn vriendschap en associatie met gitarist John Fahey leidde tot vele muzieksamenwerkingen, waaronder die van Mississippi John Hurt, die wekenlang les gaf in Ochs oudere pickingstijlen.
Na het volgen van de middelbare school in Annapolis studeerde Ochs aan de Universiteit van Maryland, College Park, waar hij bevriend raakte met Ed Denson in een creatieve schrijfcursus. Denson vormde in 1963 samen met John Fahey Takoma Records in Berkeley (Californië). Zonder diploma verliet Ochs de Universiteit van Maryland en verhuisde naar New York, waar hij van 1961 tot 1965 woonde. Tijdens zijn verblijf in New York werkte hij samen met Buzzy Linhart en was hij een van de oprichters van de folk-raga band de Seventh Sons. Nadat hij New York had verlaten en in 1965 naar het westen was vertrokken, werd Ochs uitgenodigd om samen met medestudent en vingerzettinggitarist Robbie Basho van de University of Maryland te verschijnen, evenals met John Fahey en Harry Taussig op de publicatie Contemporary Guitar van Takoma Records. De lp presenteert een verzameling van vingerzettinggitaarnummers die vaak op een subtiele en soms geïmproviseerde manier worden uitgevoerd. Ochs keerde terug naar College Park en behaalde zijn diploma in 1970.
Nu wonende in Severna Park, Maryland, blijft Ochs optreden, schrijven en liedjes opnemen in een vroege folk- en bluestraditie. Hij was meer dan tien jaar lang de curator van de folkmuziekreeks in 333 Coffeehouse in Annapolis.

## Discografie
- 1966: Various Artists: Contemporary Guitar (Takoma)
- 1966: Oncones/Imaginational Anthem 45 (Fonotone)
- 2000: Letter to the Editor (Big Ear)
- 2003: Imaginational Anthem LP (Near Mint/Tompkins Square)
- 2007: Got these Blues with Neil Harpe (PPG)
- 2008: Hooray for Another Day (Tompkins Square)
- 2017: The Music Of Harry Taussig & Max Ochs (Tompkins Square)